# Richard Addinsell
Richard Addinsell (Londres, Anglaterra, 13 de gener de 1904 - íb. 15 de novembre de 1977), o Frederick Chipperfield, fou un compositor de cinema anglès.
Addinsell no va assistir a l'escola sinó que va ser educat a casa. Així i tot va finalitzar la seva educació al Hertford College de Oxford. Posteriorment intentà estudiar Dret i després Música, al Royal College of Music, però sense gaire èxit. Així tot va destacar com a pianista.
El 1933, es traslladà als Estats Units, on es dedicà especialment a escriure música per al cinema. Li'n donà la fama la seva composició Warsaw Concerto, escrit originalment per la pel·lícula de 1941 Dangerous Moonlight. També va escriure música per altres pel·lícules i altres mitjans de comunicació, i va escriure lletres per altres intèrprets.

## Filmografia seleccionada
- The Amateur Gentleman (1936)
- Fire Over England (1937)
- Goodbye Mr. Chips (1939)
- Un esperit burleta (Blithe Spirit) (1945)
- Under Capricorn (1949)
- Scrooge (1951)
- Tom Brown's Schooldays (1951)
- Els diables del mar (Sea Devils) (1953)
- El príncep i la corista (The Prince and the Showgirl) (1957)
- Una història de dues ciutats (A Tale of Two Cities) (1958)
- Beau Brummell (1955)
- La primavera romana de la senyora Stone (The Roman Spring of Mrs. Stone) (1961)
- The Waltz of the Toreadors (1962)